# ديفيد بيرارد
ديفيد بيرارد (بالإنجليزية: David Berard)‏ هو لاعب هوكي جليد أمريكي، ولد في 17 أكتوبر 1970 في ويست وارويك في الولايات المتحدة.

## وصلات خارجية
- ديفيد بيرارد على موقع EliteProspects.com (الإنجليزية)
- ديفيد بيرارد على موقع HockeyDB.com (الإنجليزية)